# Kickxellales
Kickxellales é uma ordem monotípica de fungos do subfilo Kickxellomycotina cuja única família é Kickxellales. Aparenta não ser monofilética.

## Sistemática
A família inclui os seguintes géneros:
- Coemansia
- Dipsacomyces
- Kickxella
- Linderina
- Martensella
- Martensiomyces
- Mycoemilia
- Myconymphaea
- Pinnaticoemansia
- Spirodactylon
- Spiromyces